# Rudolph Boysen
Pour les articles homonymes, voir Boysen.
Charles Rudolph Boysen (14 juillet 1895 - 25 novembre 1950) est un horticulteur californien qui a créé la mûre de Boysen, un hybride entre plusieurs variétés de mûre, framboise, et mûre de Logan,

## Boysenberry
Rudolph Boysen avait expérimenté divers croisements de baies à Napa , au cours des années 1920. Lorsque Boysen déménage pour la première fois dans le Comté d'Orange, il a apporté avec lui des vignes de baies qu'il a plantées dans la ferme de sa belle-famille à Anaheim. Boysen travaille en tant que directeur des parcs de la ville Anaheim de 1921 à 1950. En 1923, son hybride s'est greffé avec succès et a porté des fruits. Cependant, incapable de faire de sa nouvelle baie un succès commercial, Boysen abandonne sa culture après s'être blessé le dos dans un accident. En 1927, il apporte des spécimens à la pépinière de plantes rares Coolidge à Altadena. Des années plus tard, un collègue cultivateur nommé Walter Knott entendit parler de la baie et retrouva Boysen. Knott a pu ramener à la vie quelques vignes mourantes dans sa ferme, maintenant connue sous le nom de Knott's Berry Farm à Buena Park . Il a donné au fruit le nom de Boysen,,.

## Biographie
En 1930, Charles Rudolph Boysen est marié à Margaret Bruton (1892-1970). Ils étaient les parents de Robert Matt Boysen (1924-1980).

## Héritage
Boysenberry Lane à Placentia , et Boysen Avenue à Anaheim, portent toutes deux le nom de Rudolph Boysen. Boysen Park, un parc public de 24 acres (97 124,55408 m2) à Anaheim, est nommé en son honneur. Il comprend des aires de jeux, des terrains de baseball, une grande pelouse et un Grumman F-9 Cougar recouvert de stuc, qui sert de jouet d'escalade pour les enfants. Le centre de tennis d'Anaheim est adjacent au parc Boysen, situé au 951 S. State College Blvd. Un jardin de plantes désertiques collectées par Boysen lors de plusieurs voyages dans les déserts du sud de la Californie, de l'Arizona et du Mexique est présenté au Pearson Park d'Anaheim. Rudolph Boysen est décédé à l'âge de 55 ans et est enterré au cimetière de l'abbaye de Melrose à Anaheim,.